# 巴登枝镇区
巴登枝镇区（緬甸語： 發音：[pəθèɪɰ̃dʑí mjo̰nɛ̀]），为缅甸曼德勒省昂梅达赞县下辖的一个镇区。属曼德勒市发展委员会所管理之曼德勒市域。
巴登枝镇区现为曼德勒东郊城市化扩张的主要区域。镇内有一批高等院校。

## 主要地点
- 曼德勒科技大学（英语：Mandalay Technological University）
- 曼德勒计算机研究大学（英语：University of Computer Studies, Mandalay）
- 曼德勒文化大学（英语：University of Culture, Mandalay）
- 曼德勒医疗技术大学（英语：University of Medical Technology, Mandalay）
- 曼德勒辅助医疗科学大学（英语：University of Paramedical Science, Mandalay）
- 曼德勒结核病医院